# Ulrich Hadding
Ulrich Hadding (* 10. Januar 1937 in Kassel; † 8. Dezember 2018 in Düsseldorf) war ein deutscher Mediziner und Mikrobiologe.

## Leben
Hadding studierte Humanmedizin in Bonn, Marburg und München und wurde 1963 promoviert. 1971 habilitierte er sich für das Fach Medizinische Mikrobiologie an der Johannes-Gutenberg-Universität Mainz. Als DFG-Stipendiat befasste er sich von 1965 bis 1967 an der Scripps Clinic and Research Foundation in Kalifornien mit der Proteinchemie des Komplementsystems.
Von 1988 bis 2002 war Ulrich Hadding Inhaber des Lehrstuhls für Medizinische Mikrobiologie und Virologie an der Heinrich-Heine-Universität Düsseldorf (HHU).
Von 1992 bis 1995 war er Geschäftsführender Leiter des Biologisch-Medizinischen Forschungszentrums (BMFZ) der Universität Düsseldorf, das aus Anlass seiner Emeritierung jährlich den mit 5.000 Euro dotierten Ulrich-Hadding-Forschungspreis ausschreibt.  1995 übernahm Hadding bis 1997 die kommissarische Leitung des Medizinischen Instituts für Umwelthygiene an der HHU.
Von 1995 bis 1998 war er im Klinischen Vorstand der Medizinischen Einrichtungen der HHU.
Im Fokus seiner Arbeiten standen die Erforschung der Immunabwehr und der Virulenz von Pathogenen, die Aufklärung der Funktionen des Komplementsystems und der Interferon-vermittelten Immunität sowie die Charakterisierung von Krankheitserregern wie Mykoplasmen und Toxoplasmen.
Im Jahr 1999 erhielt Hadding das Bundesverdienstkreuz am Bande.
Er war Ehrenmitglied der Freundesgesellschaft der Heinrich-Heine-Universität Düsseldorf und seit 6. Dezember 2007 für die Dauer von fünf Jahren ein Mitglied des Hochschulrates der Heinrich-Heine-Universität Düsseldorf. Dieser besteht aus acht Persönlichkeiten aus Wissenschaft und Wirtschaft, drei internen (emeritierte Professoren der Heinrich-Heine-Universität Düsseldorf) und fünf externen. 
Die Schwimmerin Annette Hadding ist seine Tochter.